# Silnik dyfuzyjny
Silnik dyfuzyjny – silnik, w którym czynnikiem napędowym jest zjawisko dyfuzji dwóch lub więcej mieszanin gazów. Silnik taki charakteryzuje się wysoką efektywnością, niskim poziomem wydzielanego hałasu, a jego eksploatacja jest przyjazna dla środowiska. Natomiast do wad można zaliczyć wysokie koszty budowy, na które składają się wysokie ceny elementów wchodzących w skład silnika oraz skomplikowany proces produkcyjny.

## Historia
Po raz pierwszy koncepcja silnika została zaprezentowana podczas XV Międzynarodowego Kongresu Elektrycznego w Chicago w 1983 roku. Projekt nie wzbudził entuzjazmu ze względu na jego wysokie koszty oraz skomplikowany proces produkcyjny. Dopiero po niespełna 10 latach, po początkowych trudnościach, zbudowany został prototyp silnika, który wzbudził zainteresowanie ze względu na niski poziom generowanego hałasu. Przez kolejne lata model przeszedł jedynie drobne zmiany konstrukcyjne, nie wpływające zbytnio na jego charakterystykę wydajnościową. Nie udało się również znacząco zredukować kosztów jego produkcji, toteż do dziś silniki tego typu nie są powszechnie stosowane.

## Konstrukcja
W silniku dyfuzyjnym największy element stanowi komora dyfuzyjna, w której do wytworzenia energii mechanicznej wykorzystuje się reakcje (co najmniej) dwóch mieszanin gazów. Silnik może być teoretycznie wyposażony w więcej komór dyfuzyjnych, jednak jego budowa staje się wtedy na tyle skomplikowana, iż w praktyce uwzględnia się jedynie konstrukcje jednokomorowe. Ponieważ część wytworzonej energii jest zamieniana na ciepło, silnik chłodzony jest powietrzem (nie ma jednak potrzeby stosowania obiegu niewymuszonego). Maszyna zawiera niewiele elementów mechanicznych, toteż wykorzystanie substancji smarnych ograniczone jest do małych ilości.